# فرانكلين وايت
فرانكلين مارشال ماثيوز وايت (مواليد 1946) عالم كندي في مجال الصحة العامة يركز على بناء القدرات في مجال التعليم والبحث والتطوير على الصعيدين الدولي والعالمي. يدعو إلى:
«عدم ترك الصحة العامة للمجتمع الدولي لكي يحددها؛ إنها مسؤولية الدول نفسها تحديد أولوياتها. يجب اعتبار الأجندة العالمية مكملةً لها في أحسن الأحوال».

## الحياة المهنية

### بناء القدرات -الدولية والعالمية
في الأدوار الدولية، أكد على بناء قدرات التعليم والبحث والسياسات وتطوير البرامج في مجال الصحة العامة. مقيمًا في مدينة ميناء إسبانيا، ترينيداد (1989-1995)، عمل مديرًا لمركز الكاريبي لعلم الأوبئة (سي إيه آر إي سي/ بّي إيه إتش آو/ دبليو إتش آو)، الوكالة المرجعية لـ 22 دولة عضو، وأكد على حشد الموارد. طُبّق هذا على: العلوم الاجتماعية والسلوكية وأنظمة المعلومات المختبرية والمناعية والتدريب على علم الوبائيات والأمراض المُعدية ذات الأولوية وتعزيز أجندة للأمراض غير السارية وتوجيه الاستجابة الإقليمية فيما يتعلق بجائحة فيروس عوز المناعة البشرية/الإيدز. دُمِجت سي إيه آر إي سي لاحقًا ضمن سي إيه آر بّي إتش إيه، الوكالة الكاريبية للصحة العامة، في عام 2013. خلال فترة عمله مديرًا لسي إيه آر إي سي، عمل وايت في مجلس البحوث الطبية لدول الكومنولث الكاريبية، في اللجنة الاستشارية الفنية لمعهد الكاريبي للصحة البيئية، وعمل مراقبًا سابقًا في مؤتمرات وزراء الصحة للمجتمع الكاريبي (سي إيه آر آي سي آو إم).
بعد ذلك، قاد عملية تطوير برنامج إقليمي للأمراض غير السارية (إن سي دي) في واشنطن العاصمة لصالح منظمة الصحة للبلدان الأمريكية (بّي إيه إتش آو/ دبليو إتش آو) معززًا النهج القائم على الأدلة، في عام 1995، مركزًا على أمريكا اللاتينية ومنطقة البحر الكاريبي. شملت المبادرات إعلان الأمريكتين حول مرض السكري (دي آو تي آيه)، الشراكة بين القطاعين العام والخاص على غرار إعلان سانت فنسنت، ونموذج سي إيه آر آي سي آو إم المدمج مع إن سي دي للوقاية والسيطرة وتشخيص سرطان عنق الرحم، واعتبار الحوادث والعنف بمثابة أولويات. تفاوض بشأن صلاحيات مركزين تعاونيين جديدين لمنظمة الصحة العالمية: مركز إم دي أندرسون لأمراض السرطان بجامعة تكساس، ليصبح مركز تعاون للرعاية الداعمة للسرطان (1996-2008) ومركز التطبيق التجريبي للغدد الصماء )سي إي إن إي إكس إيه) والجامعة الوطنية في لا بلاتا لتصبح بمثابة مركز تعاون لأبحاث السكري والتعليم والرعاية (1997-2015). عمل في مجلس الاستئناف ومجموعة التنفيذ: نظام تخطيط وتقييم الأداء.
بصفته أستاذًا ورئيسًا لـنوردين إم. ثوباني، علوم صحة المجتمع، في جامعة الآغا خان (إيه كي يو)، كراتشي، (1998-2003)، ركز على جنوب آسيا، واعتمد مبدأ: «عدم ترك الصحة العامة للمجتمع الدولي لتحديدها؛ إنها مسؤولية الدول نفسها تحديد أولوياتها. يجب اعتبار الأجندة العالمية مكملةً لها في أحسن الأحوال...». في الإيه كي يو، عزز صحة السكان والدراسات الميدانية وأبحاث النظم والتدريب المجتمعي. وجّه تصميم وتنفيذ ماجستير السياسة والإدارة الصحية وتقييمات التدخل في الأماكن التي يصعب الوصول إليها (انظر خريطة طريق قراقرم السريع)، مثل برنامج تمديد المياه والصرف الصحي. شارك في العديد من الدراسات التي تُجرى محليًا، بما في ذلك: أمراض الطفولة والسل وفيروس نقص المناعة البشرية «إتش آي ڤي»/الإيدز/الأمراض المنقولة جنسياً «إس تي آي» والصحة الإنجابية والنظم الصحية والصحة البيئية وإن سي دي.
بالاشتراك مع جامعة ألاباما في برمنغهام (1999-2003)، التي ركزت على المبادرات في باكستان، ترأس معاهد الصحة الوطنية الأمريكية ومركز فوغارتي الدولي: في اللجنة الاستشارية واختيار برنامج التدريب الدولي والبحوث المتعلقة بالإيدز، ومتعاون خارجي رئيسي من أجل: برنامج البحث والتدريب في مجال صحة الأم والطفل وبرنامج البحث والتدريب الدولي في مجال الصحة البيئية والمهنية. من عام 2004 إلى 2009، عمل في المجلس الاستشاري الدولي وخطة العمل الوطنية والوقاية من الأمراض غير السارية وتعزيز الصحة والرقابة في باكستان.
خلال حرب العراق والحرب في أفغانستان (2001–2014)، نشر وايت وجهات نظره واهتماماته في المجلات العلمية: حول قضية وبائيات الإرهاب واحتمالية موجات العنف المتعاقبة، معربًا عن أسفه «لعدم وجود قيادة مستنيرة... الأمر الذي أوصلنا إلى هذا...»: استهداف البنية التحتية لإمدادات المياه و«الأضرار الجانبية» بالنسبة للأطفال والحاجة إلى استجابة أقوى من المجتمع العالمي، مشيرًا إلى القانون الدولي.